# 江津市 (中国)
江津市曾是中国四川省重庆市（1997年后为直辖市）下辖的一个县级市，由原江津县改制而来，后成为今重庆市江津区。
1983年4月1日，永川地区撤销，江津县划归重庆市。
1992年8月4日，江津县撤销，江津县级市设立。1992年12月10日，江津市成立慶祝大會在幾江鎮遺愛樓召開。2006年10月22日，撤銷江津市，設立重慶市江津區。